# Kafrski bivol
Kafrski bivol oz. afriški bivol (znanstveno ime Syncerus caffer) je veliko podsaharsko afriško govedo. Syncerus caffer caffer, kafrski bivol, je tipična podvrsta in največja, ki jo najdemo v južni in vzhodni Afriki. S. c. nanus (gozdni bivol) je najmanjša podvrsta, pogosta v gozdnih območjih srednje in zahodne Afrike, medtem ko je S. c. brachyceros v zahodni Afriki in S. c. aequinoctialis v savanah vzhodne Afrike. Rogovi odraslega kafrskega bivola so njegova značilnost: imajo zraščene baze, ki tvorijo neprekinjen kostni ščit čez vrh glave, ki se imenuje "boss". Na splošno velja za eno najnevarnejših živali na afriški celini in po nekaterih ocenah vsako leto zabode, potepta in ubije več kot 200 ljudi.
Kafrski bivol ni prednik domačega goveda in je le v daljnem sorodstvu z drugimi večjimi govedi. Njegov nepredvidljiv temperament je bil morda del razloga, da kafrski bivol nikoli ni bil udomačen, za razliko od njegovega azijskega dvojnika, vodnega  bivola (Bubalus bubalis). Odrasli kafrski bivoli imajo poleg levov in velikih krokodilov le malo plenilcev, ki niso ljudje. Kot član velike peterice je kafrski bivol iskana lovska trofeja.

## Opis
Kafrski bivol je zelo robustna vrsta. Njegova višina ramen je lahko od 1,0 do 1,7 m, dolžina glave in telesa pa od 1,7 do 3,4 m. Rep je lahko dolg od 70 do 110 cm. V primerjavi z drugim velikim govedom ima dolgo, a čokato telo (dolžina telesa lahko presega divjega vodnega bivola (Bubalus arnee), ki je težji in višji) in kratke, a debele noge, kar ima za posledico relativno kratko stojno višino. Kafrski bivoli tehtajo od 425 do 870 kg, pri čemer so samci običajno večji od samic in dosegajo zgornji razpon teže. Za primerjavo, afriški gozdni bivoli (Syncerus caffer nanus), ki tehtajo od 250 do 450 kg, so le polovico manjše velikosti. Glavo nosi nizko; njen vrh je pod hrbtno črto. Sprednja kopita bivola so širša od zadnjih, kar je povezano s potrebo po podpiranju teže sprednjega dela telesa, ki je težji in močnejši od zadnjega.
Savanski tip bivola ima s starostjo črno ali temno rjavo dlako. Stari biki imajo pogosto belkaste kolobarje okoli oči in na obrazu. Samice imajo po navadi bolj rdečkasto dlako. Bivoli gozdnega tipa so 30-40 % manjši, rdečkasto rjave barve, z veliko večjo rastjo dlake okoli ušes in z rogovi, ki se ukrivijo nazaj in rahlo navzgor. Teleta obeh vrst imajo rdečo dlako.
Značilnost rogov odraslih samcev kafrskega bivola (južna in vzhodna populacija) je, da se baze zelo približajo in tvorijo ščit, ki se imenuje "boss". Od osnove se rogovi razhajajo navzdol, nato se gladko ukrivijo navzgor in navzven ter v nekaterih primerih navznoter in ali nazaj. Pri velikih bikih lahko razdalja med koncema rogov doseže en meter (rekord je 164 cm). Rogovi se v celoti oblikujejo, ko žival doseže starost 5 ali 6 let, vendar bossi ne postanejo »trdi«, dokler ne dopolni starosti od 8 do 9 let. Pri kravah so rogovi v povprečju manjši za 10–20 % in nimajo bossa. Bivolji rogovi gozdnega tipa so manjši od tistih bivolov savanskega tipa iz južne in vzhodne Afrike, običajno merijo manj kot 40 centimetrov in se skoraj nikoli ne zlijejo.

## Podvrste
| Slika | Podvrsta                                                                   | Opis | Razširjenost                                      |
| ----- | -------------------------------------------------------------------------- | --- | ------------------------------------------------- |
|       | Syncerus caffer caffer (kafrski bivol)                                     | Imenujte podvrsto in največjo, z velikimi samci, ki tehtajo do 870 kg (1.920 lb). Povprečna teža bikov iz Južne Afrike je bila 753 kg (1660 lb). V narodnem parku Serengeti je osem bikov v povprečju tehtalo podobno 751 kg (1656 lb). V eni raziskavi so odrasli biki in krave iz narodnega parka Kruger v povprečju tehtali 590 kg (1300 lb) oziroma 513 kg (1131 lb) Tako v Keniji kot v Bocvani je bila povprečna teža odrasle osebe te dirke ocenjena na 631 kg (1391 lb). Bivoli te podvrste, ki živijo na jugu celine, predvsem visoki in divji, so tako imenovani rtski bivoli. Barva te podvrste je najtemnejša, skoraj črna. | Južna in Vzhodna Afrika.                          |
|       | S. c. nanus (the Afriški gozdni bivol, pritlikav bivol ali kongoški bivol) | Najmanjša podvrsta; višina v vihru je manjša od 120 cm in povprečna teža je približno 270 kg (600 lb) ali približno velikosti zebre in dva do trikrat lažja od nominirane podvrste. Barva je rdeča, s temnejšimi lisami na glavi in ramenih ter v ušesih, ki tvorijo čopič. Ta podvrsta se tako razlikuje od rtskega bivola, da nekateri raziskovalci še vedno menijo, da gre za ločeno vrsto, S. nanus. Hibridi med rtskim in gozdnim bivolom niso redki. | Gozdna območja srednje in zahodne Afrike.         |
|       | S. c. brachyceros (Sudanski bivol)                                         | Vmesno med prvima dvema podvrstama. Njegove dimenzije so razmeroma majhne, zlasti v primerjavi z drugimi bivoli, ki jih najdemo v Kamerunu, ki tehtajo polovico manj kot podvrsta Cape (biki, ki tehtajo 600 kg (1300 lb), veljajo za zelo velike). Odrasli imajo povprečno težo do 400 kg (880 lb). | Zahodna Afrika                                    |
|       | S. c. aequinoctialis (Nilski bivol)                                        | Podoben je rtskemu bivolu, vendar nekoliko manjši, njegova barva pa je svetlejša. Ta podvrsta se včasih šteje za isto kot sudanski bivol. | Centralna Afrika.                                 |
|       | S. c. mathewsi (gorski bivol ali Virunga bivol)                            | Vse oblasti niso splošno priznane. | gorska območja Vzhodnega Konga, Ruande in Ugande. |

## Ekologija
Kafrski bivol je ena najuspešnejših pašnih živali v Afriki. Živi v savanah, močvirjih in poplavnih ravnicah, pa tudi na traviščih mopane in v gozdovih večjih gora Afrike. Ta bivol ima raje habitat z gostim pokrovom, kot so trsje in goščave, lahko pa ga najdemo tudi v odprtem gozdu. Čeprav niso posebej zahtevni glede habitata, dnevno potrebujejo vodo, zato so odvisni od trajnih virov vode. Tako kot navadna zebra lahko bivol živi na visoki, grobi travi. Črede bivolov kosijo travo in dajejo prostor bolj izbirčnim živalim. Pri hranjenju bivol uporablja svoj jezik in široko vrsto sekalcev, da poje travo hitreje kot večina drugih afriških rastlinojedcev. Bivoli se ne zadržujejo dolgo na poteptanih ali izčrpanih območjih.
Razen ljudi imajo kafrski bivoli le malo plenilcev in so se sposobni braniti pred (in ubijati) levi. Levi redno ubijajo in jedo bivole, v nekaterih regijah pa so bivoli primarni plen levov. Pogosto je potrebnih več levov, da zrušijo enega odraslega bivola, celoten trop se lahko pridruži lovu. Vendar so poročali o več incidentih, v katerih so samotni odrasli levji samci uspešno uničili odrasle bivole. Krokodil povprečne velikosti običajno napada le stare samotne živali in mlada teleta, čeprav lahko ubijejo zdrave odrasle osebke. Izjemno veliki stari samci nilskih krokodilov lahko postanejo napol običajni plenilci bivolov. Gepard, leopard in lisasta hijena so običajna grožnja le novorojenim teletom, čeprav so zabeleženi večji tropi pegastih hijen, ki ubijajo krave (predvsem breje) in v redkih primerih polno odrasle bike. Opazili so tudi, da veliki tropi afriških divjih psov lovi ne le teleta, ampak tudi zdrave odrasle krave, v redkih primerih pa tudi odrasle bike.

### Bolezni
Kafrski bivol je dovzeten za številne bolezni, vključno s tistimi, ki jih deli z domačim govedom, kot so goveja tuberkuloza (Mycobacterium bovis), teilerioza in slinavka in parkljevka. Kot pri mnogih boleznih, te težave ostanejo v populaciji v mirovanju, dokler je zdravje živali dobro. Te bolezni pa omejujejo zakonito gibanje živali in ograjevanje okuženih območij od neprizadetih območij. Nekaterim skrbnikom in vodjem divjadi je uspelo zaščititi in vzrejati črede "brez bolezni", ki postanejo zelo dragocene, ker jih je mogoče prevažati. Najbolj znana so prizadevanja Lindsay Hunt, da bi pridobila neokužene živali iz Krugerjevega narodnega parka v Južni Afriki.

## Vedenje
Velikost črede je zelo spremenljiva. Jedro čred sestavljajo sorodne samice in njihovi potomci v skoraj linearni prevladujoči hierarhiji. Osnovne črede so obkrožene s podčredo podrejenih samcev, visoko rangiranih samcev in samic ter starih ali invalidnih živali.
Kafrski bivoli se ukvarjajo z več vrstami skupinskega vedenja. Zdi se, da samice kažejo nekakšno "volilno vedenje". Med počitkom samice vstanejo, se premešajo in spet sedejo. Sedijo v smeri, za katero menijo, da bi se morali premakniti. Po eni uri več premetavanja samice odpotujejo v smer, za katero se odločijo. Ta odločitev je skupna in ne temelji na hierarhiji ali prevladi.
Ko jo preganjajo plenilci, se čreda drži tesno skupaj in plenilcem oteži, da bi ujeli enega člana. Teleta so zbrana na sredini. Čreda bivolov se odzove na klic v stiski ogroženega člana in ga poskuša rešiti. Klic v stiski teleta pritegne pozornost ne le matere, ampak tudi črede. Bivoli se v boju proti plenilcem lotevajo mobinga. Zabeleženo je, da so ubijali leve  in lovili leve po drevesih in jih tam zadrževali dve uri, potem ko so levi ubili člana njihove skupine. Levje mladiče lahko poteptajo in ubijejo. V enem posnetku, znanem kot bitka pri Krugerju, je tele preživelo napad levov in krokodila po posredovanju črede.
Samci imajo linearno prevladujočo hierarhijo, ki temelji na starosti in velikosti. Ker je bivol varnejši, ko je čreda večja, se lahko prevladujoči biki zanesejo na podrejene bike in včasih tolerirajo njihovo kopulacijo. Mladi samci se držijo razdalje od dominantnega bika, kar je prepoznavno po debelini njegovih rogov.
Odrasli biki se pomerijo v igri, prevladujočih interakcijah ali dejanskih bojih. Bik se približa drugemu, migajoč s spuščenimi rogovi in čaka, da drugi bik stori isto. Pri sparingu si biki zvijajo rogove z ene strani na drugo. Če je sparing za igro, lahko bik med sparingom drgne nasprotnikov obraz in telo. Dejanski spopadi so nasilni, vendar redki in kratki. Teleta tudi tekmujejo v igri, odrasle samice se le redko spopadajo.
V sušnem obdobju se samci ločijo od črede in tvorijo samske skupine. Obstajata dve vrsti čred samcev: tiste iz samcev, starih od štiri do sedem let in samcev, starih 12 let ali več. V vlažni sezoni se mlajši biki ponovno pridružijo čredi, da se parijo s samicami. Z njimi ostanejo skozi vso sezono, da zaščitijo teleta. Nekateri starejši biki se prenehajo družiti s čredo, saj ne morejo več tekmovati z mlajšimi, agresivnejšimi samci. Stari samci se imenujejo dagga boys (»z blatom pokriti«) in veljajo za najbolj nevarne za ljudi.

### Oglašanje
Kafrski bivoli ustvarjajo različne zvoke. Številni klici so nižje različice tistih, ki jih oddaja domače govedo. Občasno oddajajo nizke klice, ki trajajo dve do štiri sekunde, v intervalih od tri do šest sekund, da nakažejo čredi, da se premakne. Da bi čredi signalizirali, naj spremeni smer, vodje oddajajo praskajoče, škripajoče zvoke. Nekateri posamezniki ob selitvi na napajališče opravljajo dolge "maaa" klice do 20-krat na minuto. Ko so agresivni, naredijo eksplozivno godrnjanje, ki lahko traja dolgo ali pa se spremeni v ropotanje. Ko iščejo teleta, krave kričijo. Teleta naredijo podoben klic višjih tonov, ko so v stiski. Ko jih ogrožajo plenilci, oddajajo razvlečene "waaaa" klice. Prevladujoči posamezniki kličejo, da sporočijo svojo prisotnost in lokacijo. Različica istega klica, vendar bolj intenzivna, se oddaja kot opozorilo vdoru podrejenega. Pri paši oddajajo različne zvoke, kot so kratko tuljenje, godrnjanje, hupanje in krakanje.

### Razmnoževanje
Kafrski bivoli se parijo in povržejo le v deževnem obdobju. Vrhunec rojstva se zgodi zgodaj v sezoni, parjenje pa kasneje. Bik pozorno varuje kravo, ko se goni, medtem ko druge bike drži na strani. To je težko, saj se krave precej gibajo in na prizorišče privabijo veliko samcev.
Krave se prvič telijo pri petih letih, po 11,5 mesecih brejosti. Novorojena teleta prvih nekaj tednov ostanejo skrita v vegetaciji, medtem ko jih mati občasno doji, preden se pridružijo glavni čredi. Starejša teleta se zaradi varnosti držijo v središču črede. Materinska vez traja dlje kot pri večini goved. Ta vez se konča, ko se rodi novo tele, mati pa svoje prejšnje potomce zadržuje z vbodi rogov. Kljub temu enoletnik spremlja mamo še kakšno leto. Samci zapustijo matere, ko so stari dve leti, in se pridružijo skupinam samcev. Mlada teleta, nenavadno za goveda, sesajo izza matere, potiskajo glavo med materine noge.
- Rdeče tele, staro dva tedna na kanalu Kazinga v Ugandi
- Dvotedensko sesanje teleta
- Tele v narodnem parku Chobe v Bocvani
- Samica z rdečim teletom na zavarovanem območju Ngorongoro v Tanzaniji

## Odnos z ljudmi

### Status
Trenutni status kafrskega bivola je odvisen od vrednosti živali tako za lovce na trofeje kot za turiste, ki utirajo pot prizadevanjem za ohranjanje s patruljami proti lovu, izplačilom škode na vaških pridelkih in programi povračila CAMPFIRE lokalnim območjem.
Kafrski bivol je po IUCN naveden kot skoraj ogrožen, populacija pa se zmanjšuje za 400.000 posameznikov. Medtem ko se nekatere populacije (podvrste) zmanjšujejo, bodo druge dolgoročno ostale nespremenjene, če bodo velike, zdrave populacije še naprej vztrajale v znatnem številu v nacionalnih parkih, enakovrednih rezervatih in lovskih območjih v južni in vzhodni Afriki.
V najnovejših in razpoložljivih podatkih popisa na celinski ravni je skupno ocenjeno število treh podvrst kafrskih bivolov savanskega tipa (S. c. caffer, S. c. brachyceros in S. c. aequinoctialis) na 513.000 osebkov.
V preteklosti je število kafrskih bivolov doživelo najhujši propad med veliko epidemijo goveje kuge v 1890-ih, ki je skupaj s plevro-pljučnico povzročila 95-odstotno smrtnost živine in divjih kopitarjev.
Kot član skupine velikih pet, izraz, ki se je prvotno uporabljal za opis petih najnevarnejših živali za lov, je kafrski bivol iskana trofeja, saj nekateri lovci plačajo več kot 10.000 $ za priložnost, da ga lovijo. Večji biki so tarča njihove trofejne vrednosti, čeprav na nekaterih območjih bivole še vedno lovijo zaradi mesa.

### Napadi
Je ena od ''Velikih pet'' afriških divjih živali, znana je kot črna smrt ali tisti, ki dela vdove in velja za zelo nevarno žival. Po nekaterih ocenah vsako leto zabode in ubije več kot 200 ljudi. Včasih poročajo, da kafrski bivoli v Afriki ubijejo več ljudi kot katera koli druga žival, čeprav enako trdijo tudi za povodne konje in krokodile. Te številke so morda nekoliko precenjene; na primer v državi Mozambik so bili napadi, zlasti smrtni, na ljudi veliko manj pogosti kot napadi povodnih konj in zlasti nilskih krokodilov. Po drugi strani pa je bilo v Ugandi ugotovljeno, da velike rastlinojede živali v povprečju napadajo več ljudi kot levi ali leopardi in imajo višjo stopnjo smrtnih žrtev med napadi kot plenilci (zlasti kafrski bivoli, ki ubijejo ljudi v 49,5 % napadov na njih), toda povodni konji in celo sloni lahko tu še vedno ubijejo več ljudi na leto kot bivoli. Kafrski bivoli so med lovci na veliko divjad razvpiti kot zelo nevarne živali, ranjene živali pa poročajo o zasedi in napadu na zasledovalce.